# PGC 1683647
LEDA/PGC 1683647 ist eine Galaxie im Sternbild Löwe auf der Ekliptik, die schätzungsweise 291 Millionen Lichtjahre von der Milchstraße entfernt ist. Im selben Himmelsareal befinden sich u. a. die Galaxien NGC 3983, NGC 4002, NGC 4003.